# Kira förlag
Kira förlag är ett svenskt bokförlag, startat år 2007.
Kira förlag är ett fristående förlag med säte i Malmö drivet av förläggaren Jeanette Vantze Rosengren med inriktning på litteratur med anknytning till Öresundsregionen. Man har en blandad utgivning med författare som Mikael Segerström, Hasse Andersson, Kristina Kamnert, Lars Åberg, Toni Rhodin och Torun Börtz. År 2016 tilldelades förlaget Svenska Cirkusakademiens utmärkelse Årets Charlie för sin mångfaldiga utgivning av böcker med anknytning till cirkusvärlden.